# Бюлат-Пестивьен
Бюла́т-Пестивье́н (фр. Bulat-Pestivien, брет. Bulad-Pestivien) — коммуна во Франции, находится в регионе Бретань. Департамент — Кот-д’Армор. Входит в состав кантона Каллак. Округ коммуны — Генган.
Код INSEE коммуны — 22023.

## География
Коммуна расположена приблизительно в 420 км к западу от Парижа, в 130 км западнее Ренна, в 45 км к западу от Сен-Бриё.

## Население
Население коммуны на 2016 год составляло 430 человека.
| 1962 | 1968 | 1975 | 1982 | 1990 | 1999 | 2008 | 2016 |
| ---- | ---- | ---- | ---- | ---- | ---- | ---- | ---- |
| 654  | 812  | 658  | 531  | 446  | 432  | 474  | 430  |

## Администрация
| Период | Период | Фамилия          | Партия | Примечания |
| ------ | ------ | ---------------- | ------ | ---------- |
| 2001   | 2008   | Луи Кожан        |        |            |
| 2008   | 2014   | Марсьяль Лоргийу |        | бухгалтер  |

## Экономика
В 2007 году среди 272 человек в трудоспособном возрасте (15—64 лет) 187 были экономически активными, 85 — неактивными (показатель активности — 68,8 %, в 1999 году было 69,9 %). Из 187 активных работали 173 человека (93 мужчины и 80 женщин), безработных было 14 (8 мужчин и 6 женщин). Среди 85 неактивных 21 человек были учениками или студентами, 38 — пенсионерами, 26 были неактивными по другим причинам.

## Достопримечательности
- Церковь Нотр-Дам (XVI век). Исторический памятник с 1907 года[3]
- Часовня Сен-Блез и кладбище (XVI век). Исторический памятник с 1911 года[4]

## Фотогалерея
- Церковь Нотр-Дам
- Часовня Сен-Блез
- Часовня Св. Анны
- Фонтан